# Terpinen-4-ol
Terpinen-4-ol ist eine chemische Verbindung, die natürlich als sekundärer Pflanzenstoff vorkommt. Es handelt sich um einen farblosen Terpen-Alkohol mit charakteristisch blumig-würzigem Geruch.

## Isomerie
Die Struktur von Terpinen-4-ol besitzt ein Stereozentrum, folglich kommt die Substanz in zwei Stereoisomeren oder als ihr Gemisch vor. Da in der Parfumindustrie nur das racemische Gemisch verwendet wird und sich die Isomere kaum unterscheiden, ist hier nur von den Eigenschaften des Gemischs die Rede.

## Vorkommen
Terpinen-4-ol ist Bestandteil vieler ätherischer Öle und kommt beispielsweise in Wermutkraut (Artemisia absinthium L.), Kiefern, Eukalypten, Lavendel, Grüner Minze, Gemeine Schafgarbe (Achillea millefolium), Majoran (Origanum majorana), Oregano (Origanum vulgare), Safran (Crocus sativus), Muskatnussbaum (Myristica fragrans), Echtes Süßholz (Glycyrrhiza glabra), Mandarinen (Citrus reticulata), Zitronen (Citrus limon), Bitterorange (Citrus aurantium), Rosmarin (Rosmarinus officinalis), Pfeffer, Mönchspfeffer (Vitex agnus-castus), Mutterkraut (Tanacetum parthenium), Grüner Kardamom (Elettaria cardamomum), Basilikum (Ocimum basilicum), Lorbeer (Laurus nobilis), Wacholder (Juniperus communis, Juniperus virginiana, Sadebaum), Echter Koriander (Coriandrum sativum), Yulan-Magnolie, Fenchel (Foeniculum vulgare) und im Teebaum (Melaleuca alternifolia, Teebaumöl) vor.

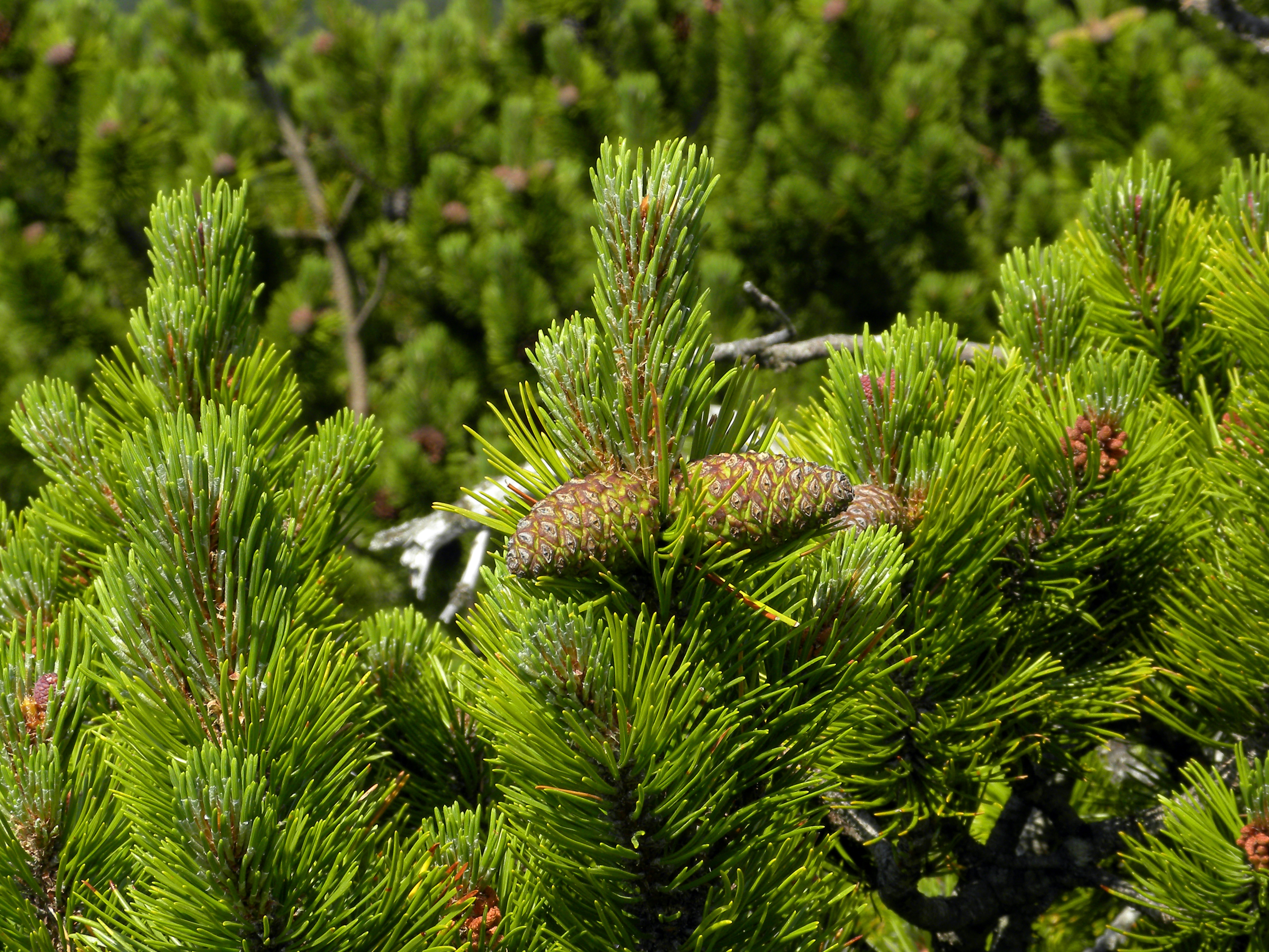
Kiefer
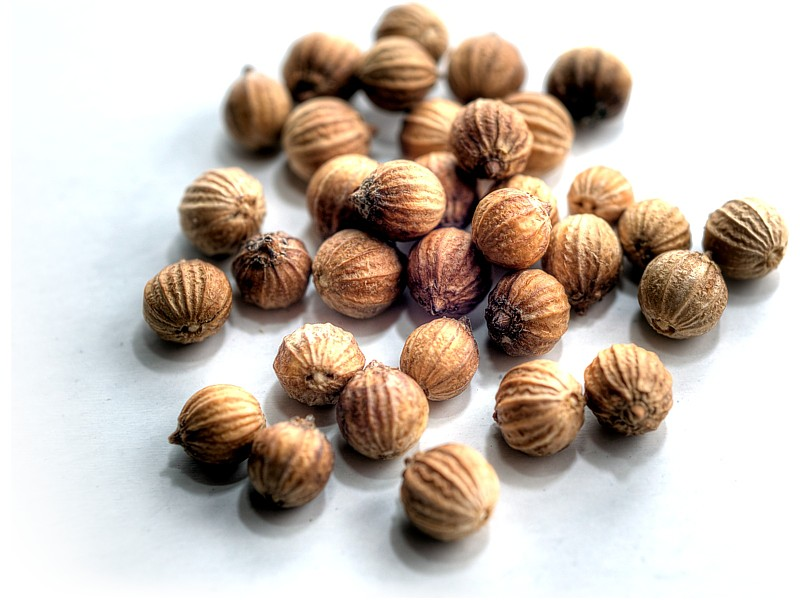
Koriander
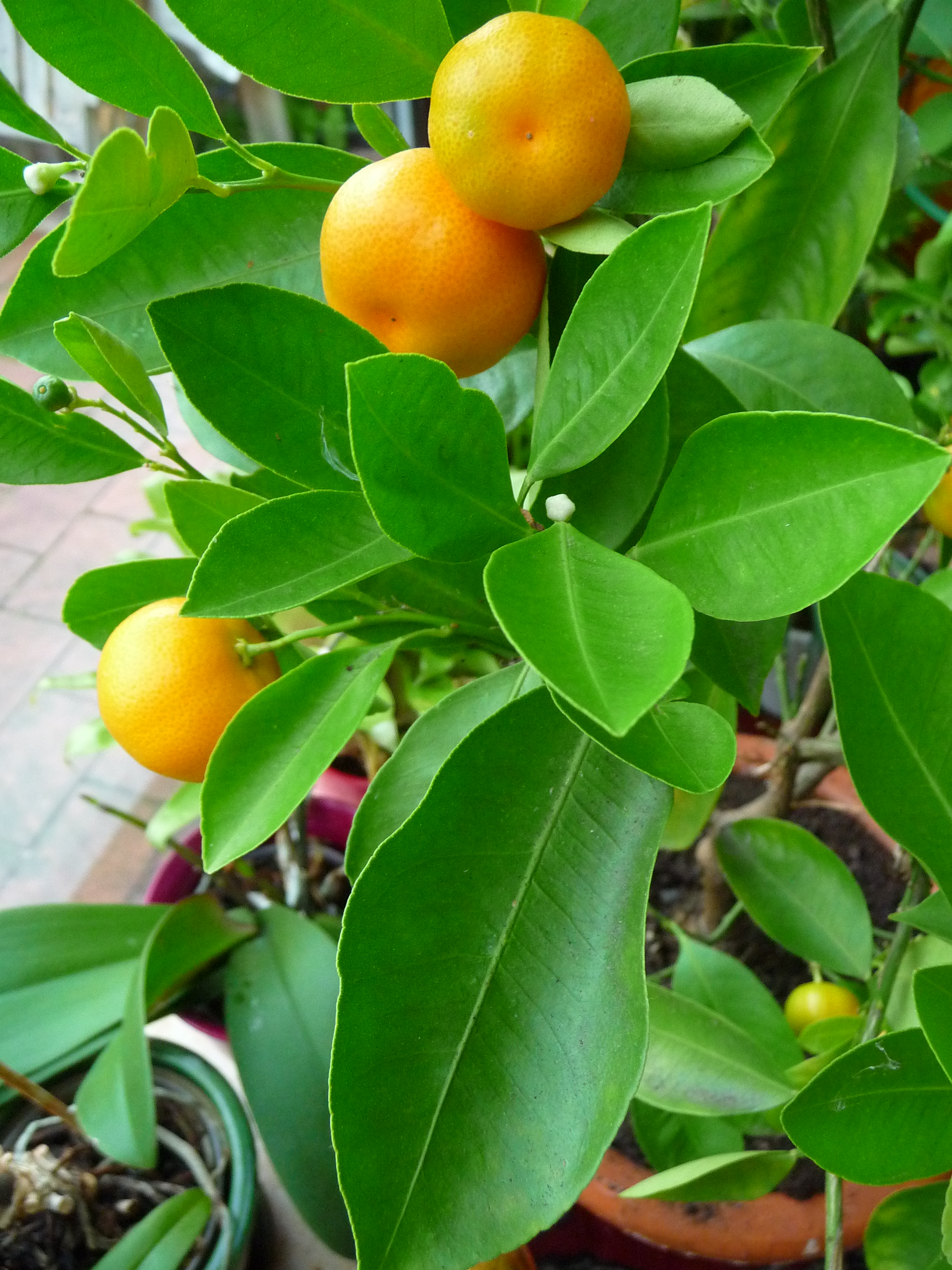
Mandarine
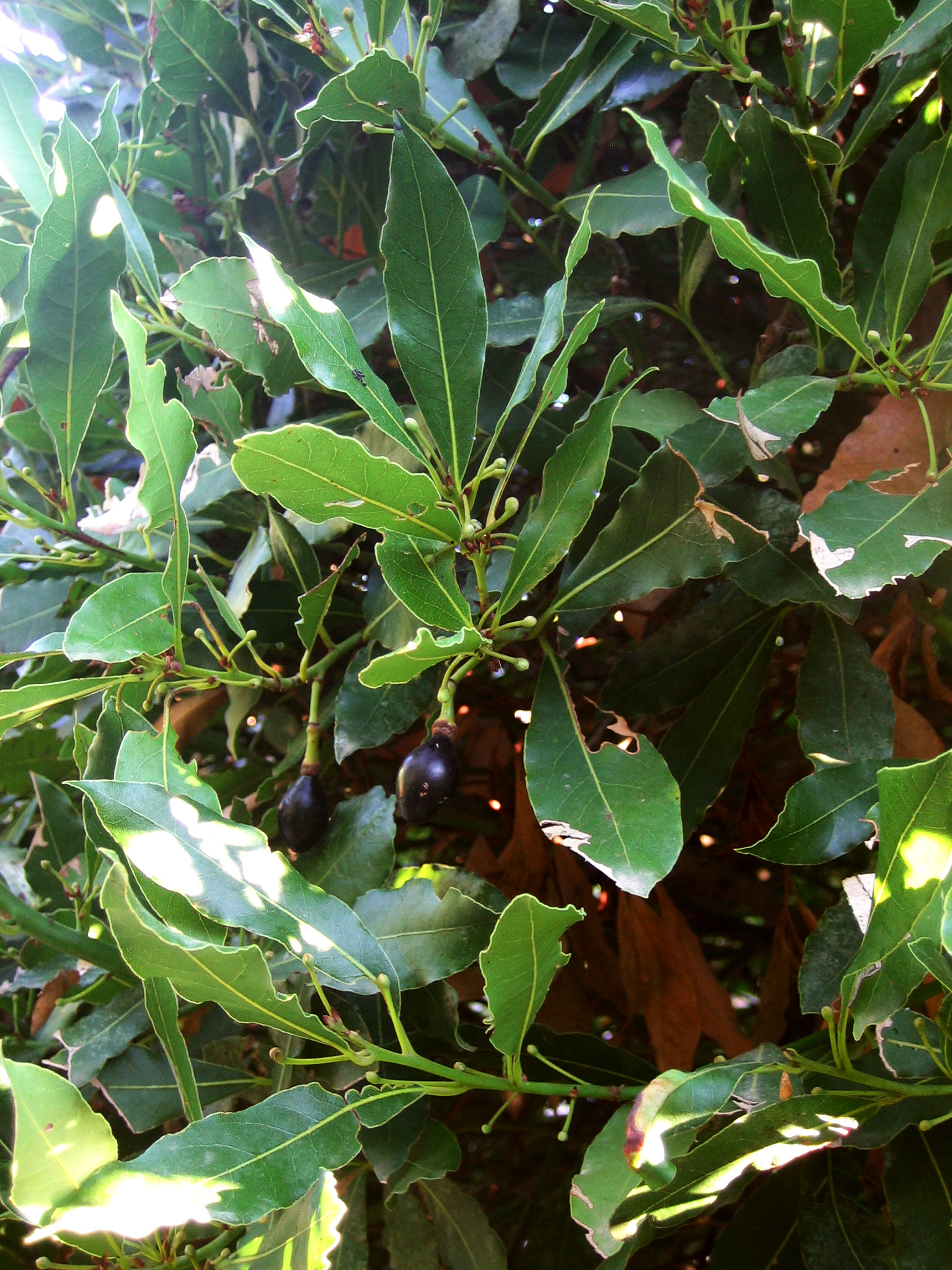
Lorbeer

## Gewinnung und Darstellung
Terpinen-4-ol ist Nebenprodukt bei der Herstellung von Terpineol aus Terpinhydrat und ist so Bestandteil kommerzieller Terpineolmischungen.
Reines Terpinen-4-ol (4) kann aus Terpinolen (1) durch Photooxidation, Reduktion des entstehenden Hydroperoxids (2) und selektiver Hydrierung des entstehenden Alkohols (3) hergestellt werden:

## Verwendung
Terpinen-4-ol wird in künstlichen Geranien- oder Pfefferölen verwendet und erzeugt in der Parfumindustrie Kräuter- und Lavendel-Geruchsnoten. Es wird auch in kosmetischen Pflegeprodukten (Teebaumöl) eingesetzt.